# Lhuentse-Dzong
Der Lhuentse-Dzong, auch Lhundrup-Rinchhentse-Dzong, ist eine Festung und zugleich ein buddhistisches Kloster im Distrikt Lhuntse im östlichen Bhutan. Der Dzong liegt auf der Ostseite des Kuri Chhu auf einem Bergsporn am Ende eines engen Tals.
Die Klosterfestung war ursprünglich bekannt als Kurtoe im damals abgeschiedenen Bezirk Lhuntse. Sie ist der Stammsitz des Hauses Wangchuck, der königlichen Familie von Bhutan.
Obwohl der Dzong sich geographisch im östlichen Bhutan befindet, liegen seine kulturellen Wurzeln in Zentralbhutan. Dies ist dadurch begründet, dass, bevor die Straßenverbindung in den Bezirk Mongar eingerichtet wurde, der Zugang entlang der Handelsroute über den Rodang Pass erfolgte.

## Topographie

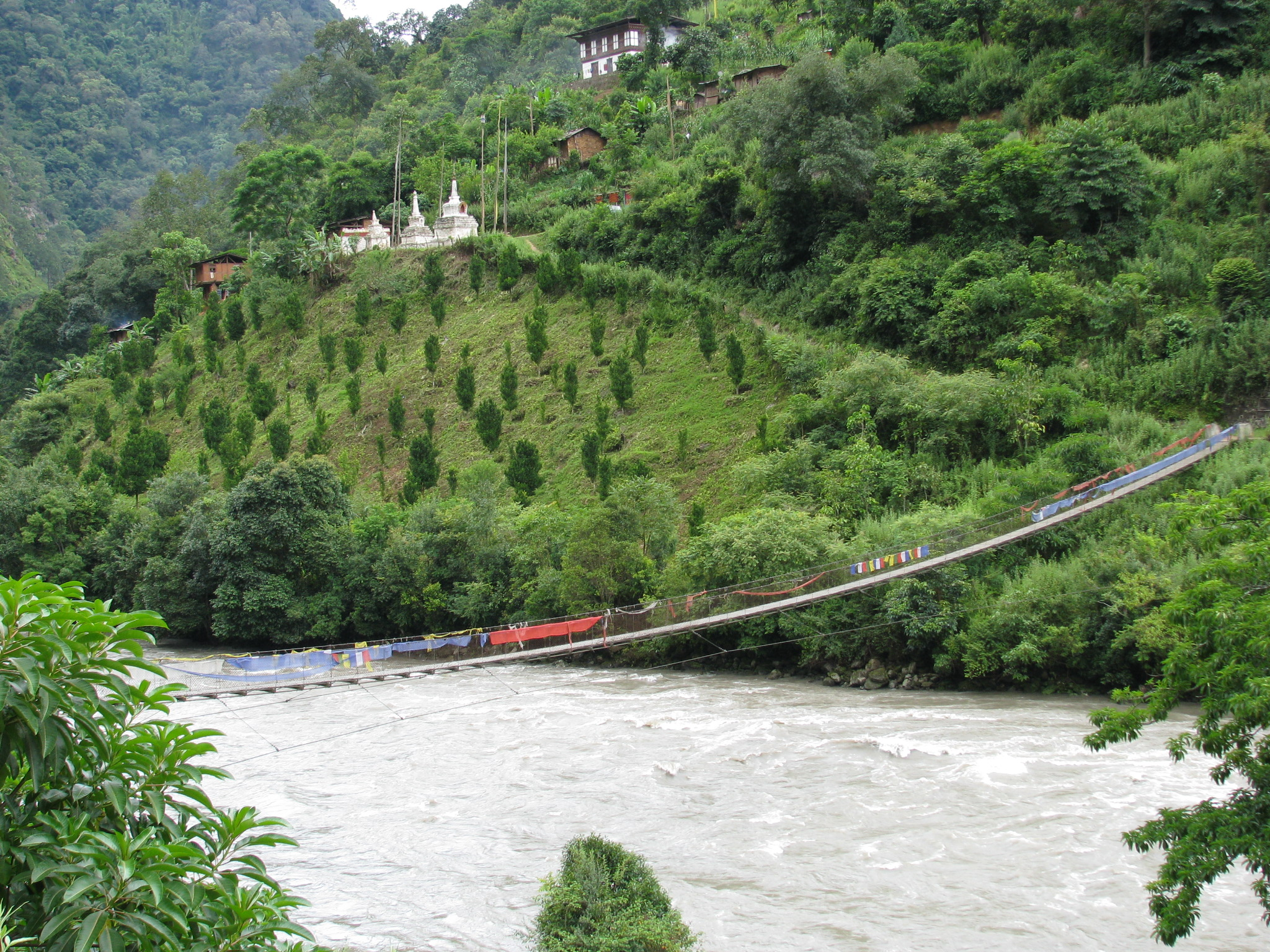
Hängebrücke über den Kuri Chhu auf dem Weg zum Dzong

Der Dzong liegt im Kuri-Chhu-Tal, das Teil des Distrikts Lhuntse ist. Der Kuri Chhu ist ein größerer Fluss, der ein landschaftlich reizvolles Tal
mit steil abfallenden Anhöhen und hohen Berggipfeln geformt hat. Der Kuri Chhu ist ein Zufluss des Manas, des größten Flusses Bhutans und ein wichtiger Zufluss des Brahmaputra, in den die meisten Flüsse Ostbhutans einmünden.
Zum Lhuentse-Dzong ist es auf der Straße von Mongar eine dreistündige Fahrt über eine Entfernung von 77 km, 63 km vom Abzweig bei Gangola.
Der Zugang zum Dzong führt auf einen mit Steinplatten ausgelegten Pfad über steile Klippen.

## Geschichte
Nach einer Legende war Khedrup Kuenga Wangpo, Sohn von Tertön Pema Lingpa, damit beauftragt einen Bergrücken zu finden, dessen Form an die eines Elefantenrüssels erinnern sollte. Er fand einen solchen gegenüber von Baeyul Khenpajong und medidierte dort. Dieser Ort wurde als Kurtoe Lhuentse Phodrong bekannt.
Das Kloster wurde ursprünglich 1543 von Pema Lingpas Sohn Kunga Wanpo gegründet, obgleich es noch bis 1654 dauerte, bis der Trongsa Penlop Minjur Tenpa – nach einem Sieg in einer Schlacht – es zu einer Klosterfestung ausbaute und Lhuentse Rinchentse nannte.
Der Dzong wurde 1962 und erneut zwischen 1972 und 1974 restauriert. Der Lhuentse-Dzong(khag) ist historisch bedeutsam als Stammsitz der Wangchuck Dynastie. Die Stadt Lhuentse ist neben dem Lhuentse-Dzong Verwaltungssitz des Distrikts Lhuentse. Etwa 100 Mönche leben dort.

## Architektur

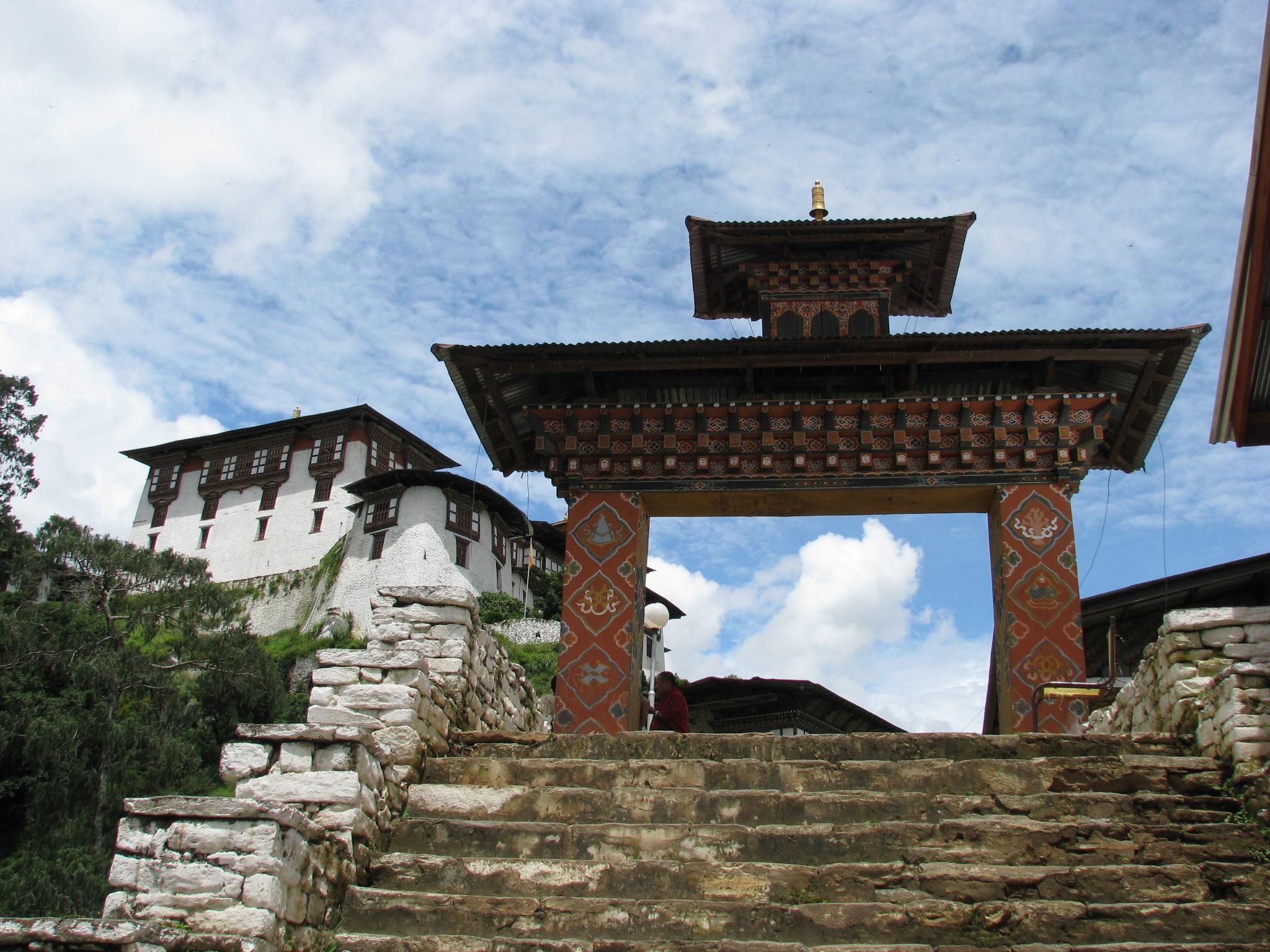
Eingangstor zum Dzong

Der Dzong nimmt fünf Tempel auf, von denen sich drei im zentralen Turm befinden und Padmasambhava geweiht sind. Der Dzong enthält zudem einen Gonkhang, der Mahakala geweiht ist sowie einen Tempel zu Ehren des Amitabha, dem Buddha des unendlichen Lebens. Im Erdgeschoss des Dzong befindet sich ein Avalokiteshvara geweihter Tempel. Die Kunre, die Versammlungshalle der Mönche, befindet sich im Obergeschoss. 
Der Dzong erlitt schwere Schäden bei einem Erdbeben der Magnitude 6,1 auf der Richterskala, das Ostbhutan am 21. September 2009 traf. Eine Reihe weiterer Klöster in der Region erlitt ebenfalls schwere Schäden.